# Shindand
Shīnḍanḍ (tiếng Pashtun: شينډنډ; tiếng Ba Tư: شيندند) là một thị trấn và là trung tâm của huyện Shindand, tỉnh Herat, Afghanistan. Thị trấn này nằm ở tọa độ 33°18′13″B 62°08′24″Đ / 33,3036°B 62,14°Đ trên độ cao 1,066 m tại sông Harut. Cách khoảng 15 dặm về phía đông bắc của thị trấn là Căn cứ Không quân Shindand.
Shindand nằm ở sát tận phía bắc Thung lũng Zirko, là một trong những trung tâm sản xuất thuốc phiện chính ở miền tây Afghanistan. Thị trấn nằm ở phía nam Adriskan có hẳn cả một cơ sở huấn luyện cảnh sát khá lớn. Dân số hỗn tạp, bao gồm người Pashtun, người Tajik và những sắc tộc khác, mặc dù người Pashtun chiếm đa số tại đây. Các ngôn ngữ chính được sử dụng trong khu vực này bao gồm tiếng Pashto và tiếng Dari Ba Tư. Trong chiến tranh Liên Xô–Afghanistan (1979–1989), Sư đoàn Súng trường Cơ giới Cận vệ số 5 từng dùng thị trấn này làm nơi đóng quân chính.

## Từ nguyên
Cái tên Shindand có nghĩa là "ao nước màu xanh lá cây" trong tiếng Pashto. Thành phố còn có tên gọi cũ là Sabzawar và Asfezar.

## Lịch sử
Shindand từng là một thành phố có quy mô đáng kể, và vẫn còn sở hữu cả một pháo đài với các cạnh khoảng 200 mét. Vào đầu thế kỷ 20, pháo đài này đã bị bỏ hoang, và thị trấn, ngay tại trung tâm của một nhóm làng, khá thịnh vượng, với một khu chợ gồm khoảng 800 cửa tiệm bán đủ loại mặt hàng. Vùng đồng bằng ở Shindand được bộ lạc Nurzai thuộc tộc Durrani canh tác rất nhiều, mỗi làng đều được bảo vệ bằng loại pháo đài nhỏ xây bằng bùn của riêng mình.

## Khí hậu
Do ảnh hưởng từ khí hậu thảo nguyên địa phương, Shindand có khí hậu bán khô hạn lạnh gió (BSk) theo phân loại khí hậu Köppen. Nhiệt độ trung bình ở Shindand là 16.5 °C, trong khi lượng mưa trung bình hàng năm là 168 mm.
Tháng 7 là tháng nóng nhất trong năm với nhiệt độ trung bình là 29.4 °C. Tháng lạnh nhất là tháng Giêng có nhiệt độ trung bình là 4.1 °C.
| Dữ liệu khí hậu của Shindand      | Dữ liệu khí hậu của Shindand | Dữ liệu khí hậu của Shindand | Dữ liệu khí hậu của Shindand | Dữ liệu khí hậu của Shindand | Dữ liệu khí hậu của Shindand | Dữ liệu khí hậu của Shindand | Dữ liệu khí hậu của Shindand | Dữ liệu khí hậu của Shindand | Dữ liệu khí hậu của Shindand | Dữ liệu khí hậu của Shindand | Dữ liệu khí hậu của Shindand | Dữ liệu khí hậu của Shindand | Dữ liệu khí hậu của Shindand |
| Tháng                             | 1                            | 2                            | 3                            | 4                            | 5                            | 6                            | 7                            | 8                            | 9                            | 10                           | 11                           | 12                           | Năm                          |
| --------------------------------- | ---------------------------- | ---------------------------- | ---------------------------- | ---------------------------- | ---------------------------- | ---------------------------- | ---------------------------- | ---------------------------- | ---------------------------- | ---------------------------- | ---------------------------- | ---------------------------- | ---------------------------- |
| Trung bình ngày tối đa °C (°F)    | 11.1 (52.0)                  | 13.3 (55.9)                  | 19.4 (66.9)                  | 24.1 (75.4)                  | 30.1 (86.2)                  | 35.8 (96.4)                  | 37.7 (99.9)                  | 36.3 (97.3)                  | 31.9 (89.4)                  | 25.8 (78.4)                  | 18.4 (65.1)                  | 13.1 (55.6)                  | 24.8 (76.5)                  |
| Trung bình ngày °C (°F)           | 4.1 (39.4)                   | 6.6 (43.9)                   | 12.1 (53.8)                  | 16.5 (61.7)                  | 21.8 (71.2)                  | 27.1 (80.8)                  | 29.4 (84.9)                  | 27.4 (81.3)                  | 22.5 (72.5)                  | 16.2 (61.2)                  | 9.4 (48.9)                   | 5.2 (41.4)                   | 16.5 (61.8)                  |
| Tối thiểu trung bình ngày °C (°F) | −2.8 (27.0)                  | −0.1 (31.8)                  | 4.9 (40.8)                   | 9.0 (48.2)                   | 13.5 (56.3)                  | 18.4 (65.1)                  | 21.1 (70.0)                  | 18.6 (65.5)                  | 13.1 (55.6)                  | 6.7 (44.1)                   | 0.4 (32.7)                   | −2.6 (27.3)                  | 8.4 (47.0)                   |
| Nguồn: Climate-Data.org           |                              |                              |                              |                              |                              |                              |                              |                              |                              |                              |                              |                              |                              |

## Căn cứ Không quân Shindand
Căn cứ Không quân Shindand nằm cách thị trấn khoảng 15 dặm về phía đông bắc, hiện đang bị Lực lượng Hỗ trợ An ninh Quốc tế của Afghanistan và NATO chiếm giữ. Đây vốn là một sân bay của Liên Xô cũ về sau được quân đội Mỹ cho sửa sang lại. Khu vực này bằng phẳng và khô cằn, có chân đồi ở phía bắc và phía tây. Xa lộ Kandahar – Herat, vốn là một phần thuộc tuyến Xa lộ số 1 của Afghanistan, chạy dọc Căn cứ không quân Shindand. Quân đội Quốc gia Afghanistan (ANA) còn giúp mở một phòng khám y tế miễn phí nhằm cung cấp dịch vụ chăm sóc y tế miễn phí cho người dân trong thị trấn.